# Barbara Niethammer
Pour les articles homonymes, voir Niethammer.
Barbara Niethammer (née en 1967) est une mathématicienne et scientifique des matériaux allemande qui travaille en tant que professeure au Centre Hausdorff pour les mathématiques à l'université de Bonn. Ses recherches portent sur les équations aux dérivées partielles pour la physique des matériaux, et en particulier, le phénomène de maturation d'Ostwald par lequel des particules dans des liquides croissent au fil du temps.

## Formation et carrière
Niethammer obtient son doctorat en 1996 à l'Université de Bonn, sous la direction de Hans Wilhelm Alt. Après des recherches postdoctorales au Courant Institute, elle est retournée à Bonn pour son habilitation à diriger des recherches en 2002, après quoi elle est devenue, en 2003, professeure à l'université Humboldt de Berlin. En 2001 elle a été professeure en visite à l'Institut Max-Planck de mathématique dans les sciences à Leipzig. Elle a déménagé à l'université d'Oxford en 2007, où elle était une fellow de St Edmund Hall. En 2012, elle revient en tant que professeure à l'Université de Bonn.

## Travaux
Niethammer s'est intéressée aux équations aux dérivées partielles non-linéaires, aux problèmes multi-échelles, aux problèmes de chemins aléatoires libres, aux équations cinétiques, à la cinétique des changements de phases, aux processus de coagulation et de fragmentation et aux mathématiques dans les sciences de la nature.

## Prix et distinctions
Niethammer est lauréate du Prix Richard von Mises de la Société de mathématiques appliquées et de mécanique en 2003 pour son travail sur la maturation d'Ostwald et du Prix Whitehead de la London Mathematical Society en 2011 « pour ses profondes et rigoureuses contributions à la science des matériaux, en particulier sur les équations de Lifshitz–Slyozov–Wagner et celles de Becker–Doering »,. Elle a été conférencière invitée au congrès international des mathématiciens en 2014 (« Scaling in kinetic mean-field models for coarsening phenomena »).